# Högby hamn
Högby hamn este o arie protejată (arie specială de conservare — SAC, sit de importanță comunitară — SCI, arie de protecție specială avifaunistică — SPA) din Suedia întinsă pe o suprafață de 86,9 ha, integral pe uscat.

## Localizare
Centrul sitului Högby hamn este situat la coordonatele 57°09′54″N 17°02′24″E / 57.1649°N 17.0399°E.

## Înființare
Situl Högby hamn a fost declarat sit de importanță comunitară în ianuarie 2002 pentru a proteja 4 specii de animale. Alte tipuri de protecție:
- arie de protecție specială avifaunistică (în ianuarie 2002)[2]
- arie specială de conservare (în martie 2011)[1][3][4]

## Biodiversitate
Situată în ecoregiunile boreală și marină baltică, aria protejată conține 7 habitate naturale: Terase mlăștinoase și terase nisipoase neacoperite de apă la reflux, Formațiuni ierboase bogate în specii de Nardus, dezvoltate pe substraturi silicioase în zone montane (și în zone submontane, în Europa continentală), Recifuri, Pășuni de coastă din Baltica boreală, Pajiști uscate seminaturale și facies de acoperire cu tufișuri pe substraturi calcaroase (Festuco-Brometalia) (* situri importante pentru orhidee), Bancuri de nisip acoperite în permanență slab de apă marină, Lagune de coastă.
La baza desemnării sitului se află mai multe specii protejate de  păsări (4): bătăuș (Philomachus pugnax), ciocântors (Recurvirostra avosetta), chiră mică (Sterna albifrons), Sterna paradisaea.